# 都農町立都農中学校
都農町立都農中学校（つのちょうりつ つのちゅうがっこう）は、宮崎県児湯郡都農町にある公立中学校。

## 沿革
- 1947年5月08日 - 開校式を挙行。
- 1959年4月18日 - 体育館（清志館）落成。
- 1974年7月12日 - プール新設。
- 1994年3月11日 - 新体育館落成。

## 概要
- 生徒数338名
- 学級数12個（通常学級10、特別支援学級2）
- 職員数27名

（2009年4月1日現在）

## 学区
- 都農町全域

## 交通
- JR日豊本線 都農駅より徒歩20分。
- 宮崎交通バス 「都農」停留所下車徒歩5分。

## 著名な関係者
河野貴志(プロサッカー選手)